# Olenecamptus diversemaculatus
Olenecamptus diversemaculatus là một loài bọ cánh cứng trong họ Cerambycidae.